# Alexandre Filippenko
Alexandre Gueorguievitch Filippenko (en russe : Алекса́ндр Гео́ргиевич Филиппе́нко), né le 2 septembre 1944 à Moscou en URSS est un acteur russe, artiste du peuple de la fédération de Russie.

## Biographie
Son enfance et scolarité se déroulent à Almaty. Élève brillant, il finit l'école avec une médaille d'or. Il fait les études à l'Institut de physique et de technologie de Moscou qu'il représente lors du jeu télévisé russe KVN. Diplômé en chimie moléculaire il travaille pendant deux ans à l’Institut de géochimie et chimie analytique Vladimir Vernadski à Moscou avant de changer d'orientation.
En 1964-1969, Filippenko devient acteur et metteur en scène du théâtre-studio de l'Université d'État de Moscou. En 1969-1975, acteur du Théâtre de la Taganka. Parallèlement il fait des études à l'Institut d'art dramatique Boris Chtchoukine du Théâtre Vakhtangov dont il intègre la troupe en 1975. Il a également joué sur la scène du Théâtre Satiricon (Hamlet, Robert Sturua, 1998), Théâtre Et cetera (Le Marchand de Venise, Robert Sturua, 2000), Théâtre-studio d'Oleg Tabakov (2003), Théâtre Mossovet (2006, 2009) et d'autres encore.
Sa carrière cinématographique a commencé en 1969 et compte en tout plus de 80 films. Il incarne la plupart du temps les personnages maléfiques.
À partir de 1996, Filippenko prend la direction du studio Mono-Duo-Trio au sein du Mosconcert. En 1999, il reçoit le prix d'État de la fédération de Russie pour le one-man-show Les Âmes mortes joué au Théâtre Stanislavski depuis 1988 (l'adaptation de Marc Rozovski).

## Filmographie partielle
- 1972 : Boumbarache (Бумбараш) de Nikolaï Racheïev et Abram Naroditski : Strigounov
- 1983 : Les Torpilleurs (Торпедоносцы) de Semion Aranovitch : général d'aviation
- 1984 : Mon ami Ivan Lapchine (Мой друг Иван Лапшин) d'Alekseï Guerman : Zanadvornov
- 1985 : Bataille de Moscou (Bitva za Moskvou) de Youri Ozerov : général Dmitri Pavlov
- 1985 : Confrontation (Противостояние) de Semion Aranovitch : Roman Jouravlev, vétérinaire
- 1985 : Sofia Kovalevskaïa (ru) (Софья Ковалевская) téléfilm de Ayan Shakhmaliyeva (ru) : Fiodor Dostoïevski
- 1987 : Les Yeux noirs (Очи чёрные) de Nikita Mikhalkov : fonctionnaire de Saint-Pétersbourg
- 1987 : Les Rendez-vous du minotaure (Визит к Минотавру, Vizit k Minotavru) d'Eldor Ourazbaïev : Grigori Belach
- 1988 : Tuer le dragon (Убить дракона) de Mark Zakharov : forgeron
- 1989 : Un dieu rebelle (Es ist nicht leicht ein Gott zu sein) de Peter Fleischmann : Don Reba
- 1991 : Le Cercle des intimes (The Inner Circle) d'Andreï Kontchalovski : major Khitrov
- 1994 : Le Maître et Marguerite (Мастер и Маргарита) de Iouri Kara : Koroviev
- 2000 : Les Romanov : une famille couronnée (Романовы. Венценосная семья) de Gleb Panfilov : Vladimir Lénine
- 2005 : Le Maître et Marguerite (Мастер и Маргарита) téléfilm de Vladimir Bortko : Azazello
- 2009 : Attaque sur Léningrad (Ленинград) d'Alexandre Bouravski : Arkatov
- 2021 : Champion du monde (Чемпион мира) d'Alexeï Sidorov : Leonid Brejnev
- 2003 : Pauvre Nastia (Бедная Настя) de Piotr Stein : Andreï Zabalouev